# Juliet Williamson
Juliet Williamson (verheiratet Juliet Beentje; * 24. September 1947 in London), auch als Juliet Beentje-Williamson bekannt, ist eine britische botanische Zeichnerin und Illustratorin. Sie lebte zeitweise in Kenia und Madagaskar.

## Leben
Williamson studierte von 1968 bis 1970 an der Norwich School of Art. 1972 erwarb sie den Bachelor of Arts an der Kingston School of Art. Von 1977 bis 1981 war sie botanische Illustratorin an der Universität Wageningen, wo sie ihren späteren Mann, den Botaniker Henk Beentje, kennenlernte. Seit 1982 ist sie freischaffende Künstlerin. 1988 war sie auf der 6. Internationalen Ausstellung für botanische Kunst und Illustration beim Hunt Institute for Botanical Documentation in Pittsburgh, Pennsylvania, vertreten. 1992 begleitete sie ihren Mann auf eine Sammelexkursion nach Madagaskar. Seit 2001 stellt sie Illustrationen für die Royal Botanic Gardens, Kew her, darunter für das Kew Bulletin und andere Florenwerke. Sie zeichnet unter anderen Seggen und Orchideen.
2018 erhielt sie den Jill Smythies Award für botanische Kunst der Linnean Society of London für das Buch Kew Plant Glossary: An Illustrated Dictionary of Plant Terms (2010 und 2016) ihres Mannes Henk Beentje, zu dem sie 700 Zeichnungen beisteuerte. Weitere Illustrationen von ihr finden sich in den Werken Flora of Tropical East Africa (2003), Field guide to the mangrove trees of Africa and Madagascar (2007) und Guide de terrain des ligneux sahéliens et soudano-guinéens (1987).